# Петровка (Раздельнянский район)
Петровка (укр. Петрівка) — село, относится к Раздельнянскому району Одесской области Украины.
Население по переписи 2001 года составляло 32 человека. Почтовый индекс — 67404. Телефонный код — 4853. Занимает площадь 0,441 км². Код КОАТУУ — 5123983905.

## Местный совет
67410, Одесская обл., Раздельнянский р-н, с. Новоконстантиновка